# Região Geográfica Intermediária de Varginha
A Região Geográfica Intermediária de Varginha é uma das treze regiões intermediárias do estado brasileiro de Minas Gerais e uma das 134 regiões intermediárias do Brasil, criadas pelo Instituto Brasileiro de Geografia e Estatística (IBGE) em 2017. É composta por 82 municípios, distribuídos em dez regiões geográficas imediatas.
Sua população total estimada pelo Instituto Brasileiro de Geografia e Estatística (IBGE) para 1º de julho de 2018 é de 1 635 634 de habitantes, distribuídos em uma área total de 36 852,747 km².
Varginha é o município mais populoso da região intermediária, com 134 477 habitantes, de acordo com estimativas de 2018 do Instituto Brasileiro de Geografia e Estatística (IBGE).

## Regiões geográficas imediatas
| Região geográfica imediata                              | Municípios | População Estimativa 2018 | Área (km²) |
| ------------------------------------------------------- | --- | ------------------------- | ---------- |
| Região Geográfica Imediata de Passos                    | Alpinópolis Bom Jesus da Penha Capetinga Carmo do Rio Claro Cássia Claraval Delfinópolis Fortaleza de Minas Guapé Ibiraci Itaú de Minas Passos Pratápolis São João Batista do Glória São José da Barra | 267 443                   | 8 582,974  |
| Região Geográfica Imediata de Alfenas                   | Alfenas Alterosa Areado Campo do Meio Campos Gerais Carvalhópolis Conceição da Aparecida Divisa Nova Fama Machado Paraguaçu Poço Fundo Serrania                                                        | 259 073                   | 4 970,879  |
| Região Geográfica Imediata de Lavras                    | Bom Sucesso Cana Verde Carrancas Ibituruna Ijaci Ingaí Itumirim Itutinga Lavras Luminárias Nepomuceno Perdões Ribeirão Vermelho Santo Antônio do Amparo                                                | 227 973                   | 5 272,657  |
| Região Geográfica Imediata de Varginha                  | Cordislândia Elói Mendes Monsenhor Paulo São Gonçalo do Sapucaí Varginha | 199 814                   | 1 807,699  |
| Região Geográfica Imediata de Guaxupé                   | Arceburgo Cabo Verde Guaranésia Guaxupé Juruaia Monte Belo Muzambinho Nova Resende São Pedro da União                                                                                                  | 161 491                   | 2 814,870  |
| Região Geográfica Imediata de Três Corações             | Cambuquira Campanha Carmo da Cachoeira São Bento Abade São Tomé das Letras Três Corações | 132 728                   | 2 366,488  |
| Região Geográfica Imediata de Três Pontas-Boa Esperança | Boa Esperança Coqueiral Ilicínea Santana da Vargem Três Pontas | 125 750                   | 2 395,411  |
| Região Geográfica Imediata de São Sebastião do Paraíso  | Itamogi Jacuí Monte Santo de Minas São Sebastião do Paraíso São Tomás de Aquino | 116 936                   | 2 340,401  |
| Região Geográfica Imediata de Campo Belo                | Aguanil Campo Belo Candeias Cristais Santana do Jacaré | 90 664                    | 2 215,431  |
| Região Geográfica Imediata de Piumhi                    | Capitólio Doresópolis Piumhi São Roque de Minas Vargem Bonita | 53 762                    | 4 085,937  |
| Total                                                   | 82 | 1 635 634                 | 36 852,747 |